# Junkfood
Junkfood (Američki engleski: junk food, od junk „malovrijedan materijal“) polemički je izraz s negativnim konotacijama za bezvrijedne ili nezdrave namirnice. To se posebno odnosi na masna, vrlo slana ili slatka jela, kao što su pomfrit, čips, slastice, pogotovo ako su industrijski proizvedeni i općenito brza hrana kao što su hamburgeri ili burek i slično.
Pogrdan je naziv za jeftinu hranu koja sadrži visoke razine kalorija iz šećera ili masti s malo vlakana, proteina, vitamina i minerala. Može se također odnositi na visokoproteinske hrane od mesa pripremljenog na zasićenoj masti.[nedostaje izvor]
Nezdrava je i nema hranjivu vrijednost, premasna je, preslana ili preslatka, ne sadržava bjelančevine, vitamine i vlakna, prepuna je konzervansa, izaziva prekomjerno debljanje, srčana oboljenja, dijabetes i kvari zube. Neki ljudi je unatoč tome obožavaju i konzumiraju na dnevnoj bazi